# باليامبيلا (أيتوليا كي أكارنانيا)
باليامبيلا (باليونانية: Παλιάμπελα)‏ هي مدينة في اليونان. وهي تقع في محافظة أيتوليا كي أكارنانيا في منطقة غرب اليونان، في الجزء الأوسط من البلاد، على بعد 260 كيلومترا من العاصمة أثينا. ترتفع المدينة 105 متر فوق مستوى سطح البحر.